# Rebecca Perry
Rebecca Perry (ur. 29 grudnia 1988 w Bakersfield) – amerykańska siatkarka, grająca na pozycji przyjmującej i atakującej. Od sezonu 2019/2020 występuje w drużynie Altay VC.

## Sukcesy klubowe
Mistrzostwo Niemiec:
- 2014[2]

Liga Mistrzyń:
- 2015